# 至善園
至善園（英語：Zhishan Garden）為臺北市士林區國立故宮博物院北部院區內仿宋代建築而建的庭園，佔地5687坪，成立於1985年。其中有許多仿王羲之之景點。

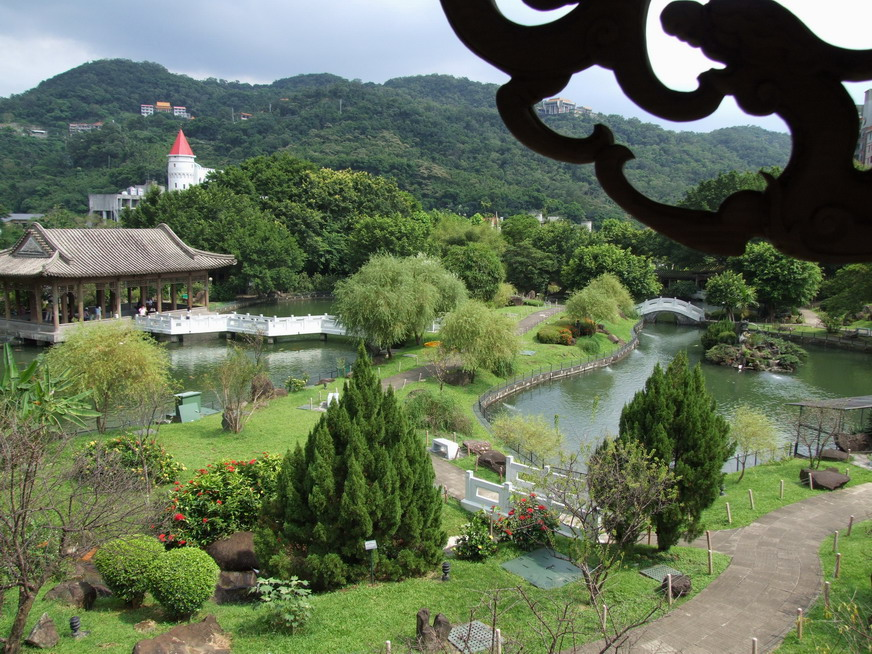
俯瞰至善園

## 園區景點
湖
- 龍池
- 洗筆池

亭樓
- 松風閣
- 碧橋西水榭
- 蘭亭

園區動物
- 羲之書換籠鵝
- 上林鳥園

## 外部連結
- 國立故宮博物院戶外空間 （页面存档备份，存于）